# Jozef Mikula
Jozef Mikula (* 1. února 1965) je bývalý slovenský fotbalista.

## Fotbalová kariéra
V československé lize hrál za Spartak Trnava. Nastoupil v 1 ligovém utkání. Ve druhé nejvyšší soutěži hrál za i za Gumárne 1. mája Púchov a SH Senica. Nastoupil v 50 utkáních.

## Ligová bilance
| Ročník                                      | Zápasy | Góly | Klub                   |
| ------------------------------------------- | ------ | ---- | ---------------------- |
| 1. slovenská národní fotbalová liga 1983/84 | 29     | 0    | Gumárne 1. mája Púchov |
| 1. československá fotbalová liga 1986/87    | 1      | 0    | Spartak Trnava         |
| 1. slovenská národní fotbalová liga 1987/88 | 12     | 0    | SH Senica              |
| 1. slovenská národní fotbalová liga 1988/89 | 9      | 0    | SH Senica              |
| CELKEM                                      | 1      | 0    |                        |